# Enrico Celio
Enrico Celio (Ambrì, 19 de junio de 1889 – Lugano, 23 de febrero de 1980) fue un político suizo, miembro del Partido Católico Conservador.
Estudió Literatura, Filosofía y Derecho, y trabajó como periodista y redactor jefe del periódico conservador Popolo e Libertà y como abogado. En 1913 pasó a formar parte del Gran Consejo del Cantón del Tesino, en el que permaneció durante casi dos décadas. Fue elegido miembro del Consejo Nacional en tres ocasiones (1924, 1927 y 1930). En 1932 fue elegido miembro del Consejo de Estado del Tesino, donde durante ocho años estuvo al frente de la Dirección de Educación Pública y Policía. 
En febrero de 1940 la Asamblea Federal le eligió miembro del Consejo Federal. Dirigió durante todo su mandato el Departamento de Correos y Ferrocarriles, y fue Presidente de la Confederación en 1943 y 1948. Destacó especialmente como promotor de la aviación civil, que cobró gran importancia después de la Segunda Guerra Mundial. Dimitió en 1950 y hasta 1955 ejerció de enviado suizo en Roma.

## Biografía

### Juventud y formación
Nació en Ambrì, una localidad del municipio tesinés de Quinto. Era el segundo hijo del inspector escolar Emilio Celio y de Maria Danzi. Tras su escolarización obligatoria, cursó el bachillerato en el Colegio de los Salesianos de Balerna, en el Colegio León XII de los Jesuitas de Milán y en el Colegio de los Benedictinos de Einsiedeln. Posteriormente estudió Filosofía y Letras en la Universidad de Friburgo. Tras cursar varios semestres en Milán y Florencia, completó sus estudios en 1915 con una tesis sobre la obra del escritor italiano Gabriele D'Annunzio. En 1916 se incorporó a la redacción del periódico conservador Popolo e Libertà, del que dos años más tarde fue redactor jefe. Tras casarse con Rosalie Grolimond, abandonó su carrera periodística y en 1921 comenzó a estudiar Derecho en Friburgo. Tras licenciarse, abrió un despacho de abogados en Biasca.

### Política cantonal y federal
La carrera política de Celio comenzó en 1913, cuando, a los 24 años, fue elegido miembro del Gran Consejo del Cantón del Tesino por el Partido Católico Conservador. Fue miembro del parlamento cantonal hasta 1932 y lo presidió en su último año de mandato. También formó parte del Consejo Nacional de diciembre de 1924 a mayo de 1925, de febrero de 1927 a mayo de 1928 y de junio de 1930 hasta agosto de 1932, fecha en que abandonó ambos mandatos parlamentarios tras ser elegido sucesor del fallecido Giuseppe Cattori en el Consejo de Estado del Tesino. Allí asumió la presidencia de la Dirección de Educación Pública y Policía y se distinguió por su defensa de la italianidad del cantón, al tiempo que adoptó una postura firme contra el irredentismo y el fascismo.
Fue elegido miembro del Consejo Federal en las votaciones celebradas el 22 de febrero de 1940 para elegir al sucesor del fallecido Giuseppe Motta, en las que se impuso en la segunda vuelta con 118 de 222 votos válidos.

### Consejero federal

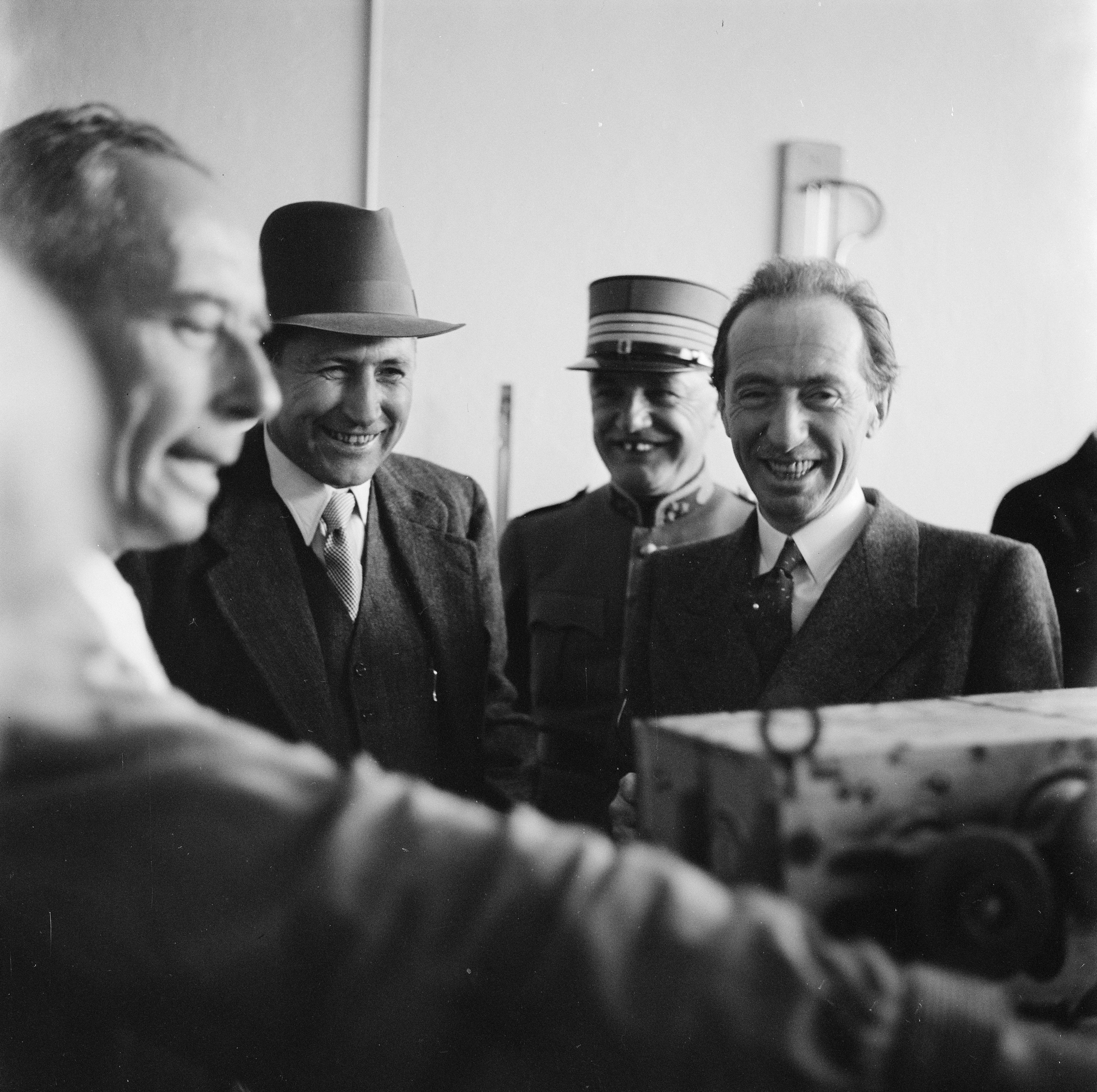
Celio (derecha) en una visita a la Swissair en Dübendorf (1942)

Nada más ser elegido, Celio asumió la jefatura del Departamento de Correos y Ferrocarriles. Durante la guerra centró su atención en la problemática del sector del transporte que se planteaba a raíz de la movilización del ejército. Organizó, en colaboración con la Oficina Nacional de Turismo de Suiza, campañas publicitarias para fomentar el turismo nacional, con el fin de reforzar el sentimiento de cohesión entre los suizos y contribuir a mantener los puestos de trabajo en las regiones turísticas.
El año 1943 fue el primer mandato de Celio como Presidente de la Confederación Helvética, en el que acometió una reforma de la legislación ferroviaria, destinada principalmente a sanear el estado financiero de los Ferrocarriles Federales Suizos. La correspondiente ley federal fue aprobada en referéndum el 21 de enero de 1945. Una vez acabada la guerra, Celio adquirió notoriedad como promotor de la aviación civil y contribuyó a que los aeropuertos de Basilea, Ginebra y Zúrich pudieran construirse con celeridad. La Ley de Aviación, aprobada en 1948, en su segundo mandato como Presidente, posibilitó la concesión de subvenciones para el desarrollo técnico de la aviación civil. En 1948 inauguró los Juegos Olímpicos de Invierno de Sankt-Moritz. En 1949 y 1950 logró que se aprobaran subvenciones destinadas a compañías ferroviarias y navieras privadas.

### Dimisión y diplomacia
El 22 de junio de 1950 anunció su dimisión como Consejero Federal y se trasladó inmediatamente a Roma para ocupar el puesto diplomático de enviado suizo en Italia en sustitución del fallecido René de Weck. Se retiró en la primavera de 1955 y se instaló en Lugano, donde falleció en 1980.